# Sociedade Musical União Social
Sociedade Musical União Social cuja criação foi por dissidência ocorrida em 1864 na Banda Euterpe Cachoeirense, até então, única banda de música local. Tem por finalidade precípua a cultura musical, característica distinta das bandas musicais civis de direito privado no Brasil, preservando essa tradição em Cachoeira do Campo.
A dissidência se deveu a desentendimento entre músicos do Partido Liberal e Partido Conservador, surgindo como primeiro mestre João Gonçalves Magalhães. Tiveram também participação importante na vida da União Social, os mestres Joaquim José de Brito e Randolfo José de Lemos. A criação de uma segunda banda civil a serviço da pequena comunidade Cachoeirense, que à princípio representou rivalidade e competição, atualmente representa um ganho à cultura local.

fonte: http://www.ouropreto.mg.gov.br/portaldoturismo/index/index.php?pag=9&&id=136